# Tomb Raider Chronicles
Tomb Raider: Chronicles é um jogo eletrônico de ação-aventura desenvolvido pela Core Design e publicado pela Eidos Interactive. Foi inicialmente lançado para PlayStation, Windows e Dreamcast em 2000, com um porte para Mac OS no ano seguinte. É o quinto título da série Tomb Raider. A narrativa continua os eventos de Tomb Raider: The Last Revelation, com a arqueóloga e aventureira Lara Croft dada como morta e três amigos relembrando aventuras do início de sua carreira. A jogabilidade segue Lara através de níveis lineares, resolvendo quebra-cabeças e lutando contra inimigos. Alguns níveis incorporam elementos de jogo adicionais, como furtividade.
Apesar da morte proposital de Lara Croft em The Last Revelation, Core Design foi ordenada pela Eidos para continuar a série; enquanto um novo time trabalhava em The Angel of Darkness para o PlayStation 2, um time veterano desenvolveu Chronicles com base em conceitos descartados de The Last Revelation. Foi o último Tomb Raider a ser construído com a engine original, com o time tendo pouco entusiasmo com o projeto. Opiniões jornalísticas sobre Chronicles foram mistas, com avaliações positivas e negativas notando a ausência de novas mecânicas. É lembrado como um dos jogos mais fracos da franquia, e é um dos títulos menos vendidos da série, com 1.5 milhão de unidades vendidas.

## Enredo
Diante do recente desaparecimento de Lara, todos os mais próximos a ela se uniram na propriedade dos Croft num dia cinzento e chuvoso para um serviço memorial em sua honra. Mais tarde, os amigos sentam-se juntos e começam a falar sobre as Aventuras de Lara em diversos anos. Entre eles estão: Jack Monfried  Lucian J. Fraken, e Padre Werner entre outros. Começando a contar histórias sobre Lara, eles mal sabiam que Lara estava viva, e enfim saiu do Templo de Hórus, com a história sobre os deus Seth completa.